# ۶۱۶ (قمری)
۶۱۶ (قمری)، ششصد و شانزدهمین سال در گاهشماری هجری قمری است. اول محرم این سال برابر با نوزدهم مارس سال ۱۲۱۹ میلادی است.

## رویدادها
- پایان پادشاهی خوارزمشاهیان